# Mesosa persimilis
Mesosa persimilis är en skalbaggsart som beskrevs av Stefan von Breuning 1936. Mesosa persimilis ingår i släktet Mesosa och familjen långhorningar. Inga underarter finns listade i Catalogue of Life.